# 원:아워
원:아워(Eleventh Hour)는 미국 CBS 제작의 동명 영국 드라마를 리메이크한 드라마이다. 2008년에 방송되었다. 제작 총지휘는 제리 브룩하이머이다.